# Calignac
Calignac é uma comuna francesa na região administrativa da Nova Aquitânia, no departamento Lot-et-Garonne. Estende-se por uma área de 18,43 km². Em 2010 a comuna tinha 483 habitantes (densidade: 26,2 hab./km²).